# Фрунзенська (станція метро, Мінськ)
53°54′19″ пн. ш. 27°32′22″ сх. д. / 53.90528° пн. ш. 27.53944° сх. д.
Фру́нзенська (біл. Фру́нзенская) — станція Автозаводської лінії Мінського метрополітену, розташована між станціями Молодіжна та Неміга. Відкрита 31 грудня 1990 року у складі першої черги Автозаводської лінії. До 3 липня 1995 року була кінцевою.

## Назва
До 1990 року мала проєктну назву «Ювілейна», через розташування поруч з Ювілейною площею, незабаром отримала назву на честь Михайла Фрунзе.

## Конструкція станції
Односклепінна мілкого закладення з однією прямою острівною платформою.

## Колійний розвиток
Станція з колійним розвитком - 6-стрілочні оборотні тупики з боку станції «Молодіжна».

## Галерея

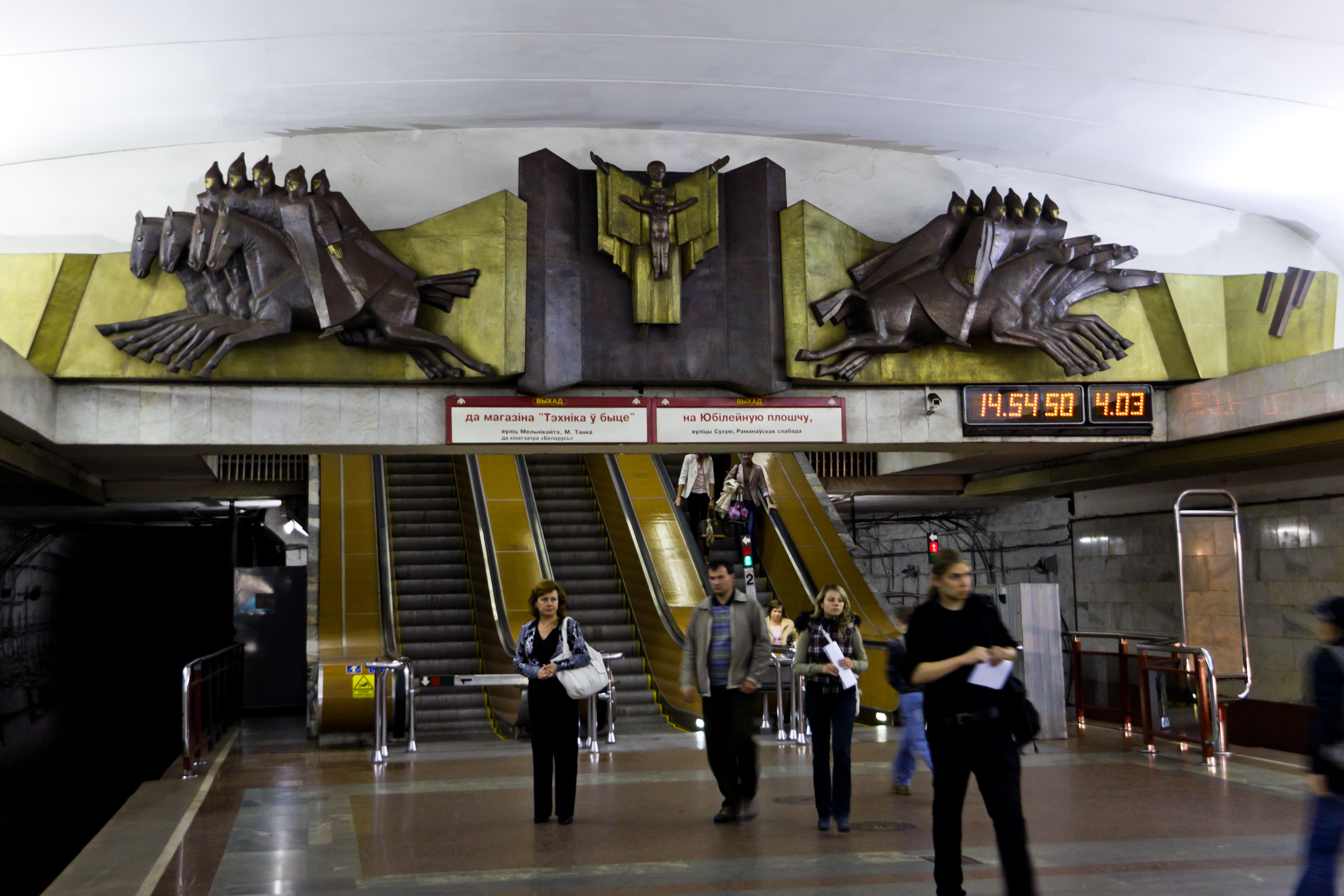
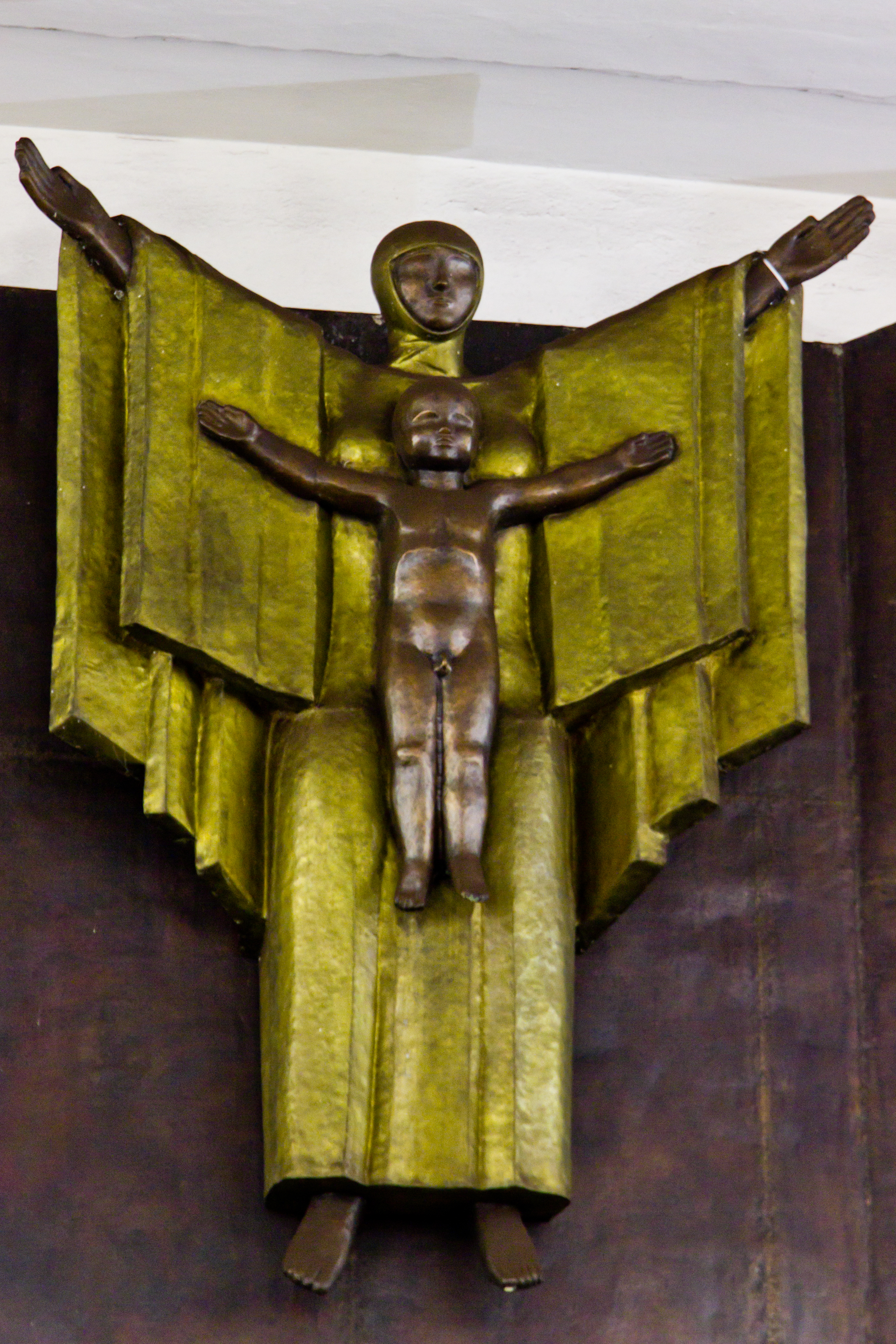
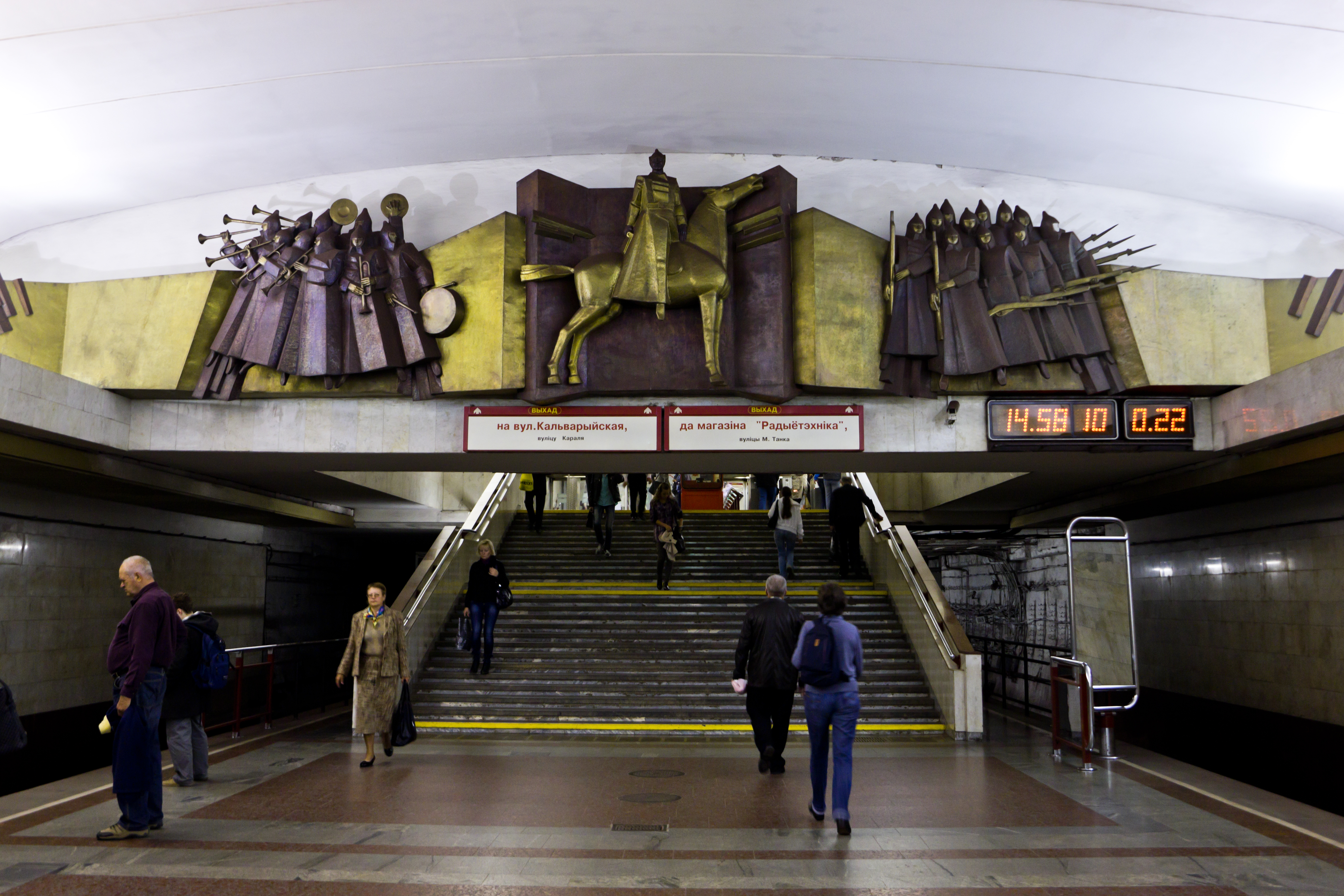

## Виходи
Виходи зі станції ведуть до Ювілейної площі, вулиць Романівська Слобода, Мельнікайте, Кальварійська, Раківська, Суха.

## Пересадка
- Метростанцію Ювілейна площа Зеленолузької лінії.
- Автобуси: 40, 50с;
- Тролейбуси: 9, 13, 14, 57